# Jaisinghnagar
Jaisinghnagar là một thị xã và là một nagar panchayat của quận Shahdol thuộc bang Madhya Pradesh, Ấn Độ.

## Địa lý
Jaisinghnagar có vị trí 23°38′B 78°34′Đ / 23,63°B 78,57°Đ Nó có độ cao trung bình là 593 mét (1945 feet).

## Nhân khẩu
Theo điều tra dân số năm 2001 của Ấn Độ, Jaisinghnagar có dân số 7392 người. Phái nam chiếm 52% tổng số dân và phái nữ chiếm 48%. Jaisinghnagar có tỷ lệ 57% biết đọc biết viết, thấp hơn tỷ lệ trung bình toàn quốc là 59,5%: tỷ lệ cho phái nam là 65%, và tỷ lệ cho phái nữ là 48%. Tại Jaisinghnagar, 15% dân số nhỏ hơn 6 tuổi.